# Мюленберг, Джон Питер Гэбриэл
Джон Питер Гэбриэл Мюленберг (англ. John Peter Gabriel Muhlenberg) (1 октября 1746, Траппе, Пенсильвания — 1 октября 1807) — американский священник, генерал Континентальной армии во время Войны за независимость США и политический деятель в новых независимых Соединенных Штатах. Будучи лютеранским священником, он работал в Палате представителей и Сенате США от Пенсильвании. Сын Генриха Мюленберга.

## Биография
Как и два его брата, получил образование в Германии, став лютеранским священником; по возвращении на родину служил в Нью-Германтауне и Бедминстере, Нью-Джерси, после 1772 года — в церкви в Вудстоке, Вирджиния.
В 1775 году (когда в североамериканских колониях начались волнения, приведшие в Войне за независимость) возглавил 8-1 Вирджинский (немецкий) полк, в котором получил звание полковника; в феврале 1777 года он стал бригадным генералом Континентальной армии, в сентябре 1783 года был повышен до генерал-майора. Участвовал в боях под Брендивайном, Джермантауном, Монмутом и Блэдфордом, участвовал в осаде Йорктауна командовал первой бригадой легкой пехоты.
После войны он вернулся в Пенсильванию. Был членом Вирджинского конвента 1776 года, вице-президентом верховного-исполнительного совета Пенсильвании в 1787—1788 годах, представителем в Конгрессе в 1789—1791, в 1793—1795 и 1799—1801 годах. В 1801 он был избран от демократическо-республиканской партии в Сенат Соединённых Штатов, но тут же подал в отставку, чтобы стать инспектором доходов штата Пенсильвании. В 1803 году стал инспектором порта Филадельфии. Он был другом Томаса Джефферсона и Джеймса Монро.
- Эта статья (раздел) содержит текст, взятый (переведённый) из одиннадцатого издания «Британской энциклопедии», перешедшего в общественное достояние.